# Kaczyniec
Kaczyniec is een dorp in de Poolse woiwodschap Groot-Polen. De plaats maakt deel uit van de gemeente Koło en telt 20 inwoners.